# Conophytum loeschianum
Conophytum loeschianum är en isörtsväxtart som beskrevs av Tisch.. Conophytum loeschianum ingår i släktet Conophytum, och familjen isörtsväxter. Inga underarter finns listade i Catalogue of Life.